# Rudolf Maros
Rudolf Maros (Stachy, República Txeca, 19 de gener, 1917 - Budapest, 3 d'agost, 1982), fou un astrònom hongarès. compositor, professor universitari i universitari, pare del compositor Maros Miklós i de l'arpista Maros Éva.

## Biografia
Va continuar els seus estudis musicals al Conservatori de Győr, després entre 1939 i 1942 va estudiar composició a l'Acadèmia Liszt sota el lideratge de Zoltán Kodály, així com viola com a estudiant de János Temesváry.
Després de graduar-se, va ensenyar al Conservatori de Pécs fins al 1949, Fins al 1978 va ensenyar música de cambra, teoria de la música i orquestració a l'Acadèmia de Música Liszt de Budapest. A Praga el 1949 va ser alumne de la classe magistral d'Alois Hába. Després de 1959, va participar diverses vegades en els cursos d'estiu a Darmstadt. Entre 1971 i 1972 va viure a Berlín com a becari.
De 1971 a 1975 va ser membre de la junta directiva de la Societat Internacional de Música Moderna. El 1973 va rebre un premi d'artista. En les seves primeres obres, la influència de Kodály es fa sentir. A finals de la dècada de 1950, va canviar el seu estil, presumiblement a causa de la seva àmplia experiència en la música contemporània.
Els seus fills musicals provenen del seu primer matrimoni amb una violinista i professora, Klára Molnár. A partir de 1950, es va casar amb Marry, filla de l'arquebisbe Arthur Harmat, fins a la seva mort.

## Obres principals
- Eufonia 1. 2. 3. - per a orquestra
- Metropolis - ballet
- Calidoscopi - per a orquestra de cambra
- Fulls d'àlbum - per a contrabaix
- Gemma - In memoriam Zoltán Kodály
- Casament a Ecseri (1950)
- Concertino per a fagot i orquestra (1951)
- Ballada minera (1961)
- Cinque Estudis (1967)
- Quadros Soltos (1968)
- Reflexions (1971)
- Metròpoli (1972)
- El Poltroon (1972)

## Premis
- Premi Ferenc Erkel (1954, 1955, 1957)[1]
- Artista digne (1973)[1]
- Artista destacat (1980)[1]
- Béla Bartók – Premi Pásztory Ditta (1991 - pòstum)

## Més informació
- http://mek.oszk.hu/06700/06700/06700.pdf%5BEnllaç+no+actiu%5D
- http://epa.oszk.hu/00800/00835/00017/787.html
- http://www.zene.elte.hu/repertoar/marosr_tajkepek